# Вартоломеева нощ
Клането през Вартоломеевата нощ (на френски: Massacre de la Saint-Barthélemy; на английски: St. Bartholomew's Day massacre) е масово избиване на хугеноти във Франция, организирано в нощта срещу 24 август 1572 г., деня на св. Вартоломей.
То е най-известният момент от Религиозните войни във Франция (1562 – 1598), водени между хугенотското малцинство и превъзхождащите сили на краля, тоест на католиците. За няколко дни в Париж и големите градове на Франция са избити между 5000 и 10 000 хугеноти, но очакваният резултат – тяхното унищожаване – не се осъществява.

## Предистория на събитието

### Първите войни. Договорът от Сен Жермен
Протестантството прониква във Франция през първата половина на ХVІ в. Най-много са последователите на калвинизма, които се наричат хугеноти. Те стават преобладаващ брой главно в южните и западните провинции – Дофине, Лангедок, Беарн, Гюйен, Поату, но значителен брой са също и в Бретан, Нормандия и в град Орлеан. Хугенотите вярват, че бъдещето на Франция е като поредната протестантска държава и че това може да се постигне с известни усилия, включително военни. Техни лидери стават висши аристократи като принц Луи І дьо Конде (от кралско потекло), кралят на Навара Антоан дьо Бурбон и адмиралът на страната Гаспар дьо Колини. Те издигат искания за религиозна толерантност и за правото да налагат хугенотските вярвания в личните си владения. Срещу тях обаче стои силна партия от крайни католици – лотарингският херцог Франсоа дьо Гиз, констабълът Ан дьо Монморанси и др., за които хугенотството е опасна зараза и трябва да бъде унищожено.
През 1562 г. напрежението рязко нараства, след като правителството разкрива хугенотски заговор за отвличането на краля и особено след клането във Васи. Войните започват като хугенотско въстание, но преобладават успехите на католиците: при Дрьо (1562), Сен Дени (1567) и Жарнак (1569). Въпреки това кралските едикти често са в тяхна полза, защото дворът се стреми да заема балансираща позиция и да тушира напрежението. Така още Януарският едикт от 1562 г. дава право на хугенотите да изповядват свободно религията си, едиктът от Амбоаз (1563) го потвърждава, но договорът от Сен Жермен през 1570 г. прибавя нови отстъпки. Според този документ хугенотите получават четири крепости, наричани „сигурни места“, които могат да станат основа на една бъдеща „държава в държавата“. Католиците са гневни на отстъпчивостта на краля (Шарл ІХ) и са готови на всичко, за да анулират клаузите на договора.

### Непосредствени причини
След договора от Сен Жермен влиянието на адмирал Колини върху Шарл ІХ става несъразмерно голямо. Католическата партия се оказва донякъде изолирана и търси реванш. През септември 1571 г. кралят се обръща публично към Колини с думите „Татко мой“, което се приема като окончателен триумф на хугенотската партия. Колини замисля широка коалиция срещу католическа Испания. От името на краля той привлича бунтовните нидерландци за съюзници, а през април 1572 г. съюзен договор е сключен и с Англия на кралица Елизабет І. Макар че между тримата съюзници не цари пълно доверие, все пак коалицията против Филип ІІ е налице.
В същото време започват преговори за брак между Анри Наварски, син на Антоан дьо Бурбон, и Маргьорит Валоа, сестра на краля. Усещайки приближаващия край на династията Валоа, правителството иска да подсигури продължаването ѝ, тъй като Анри е най-прекият наследник на престола. С този акт партията на Политиците (тези, които настояват за компромис и вътрешно умиротворяване) вярва, че най-после ще се сложи край на войните. Позицията на крайните хугеноти за брак на Анри Наварски с Елизабет І остава в малцинство и майката на Анри – Жана д'Албре отива в Париж да уточни подробностите на предстоящата сватба. Тя е отпразнувана на 18 август.

Главни действащи лица през Вартоломеевата нощ:
- Шарл ІХ
- Гаспар дьо Колини
- Анри дьо Гиз
- Катерина де Медичи
- Анри Наварски

## Нощта на 23 срещу 24 август 1572 г.

### Убийството на адмирал Колини
На 22 август наемният убиец Морвел, роднина на херцозите Гиз, стреля по адмирал Колини и го ранява в ръката. Пострадалият е настанен в дома си, а Шарл ІХ лично идва да го види, отстъпва му собствения си хирург, който е хугенот. Той се заклева, че нито е съпричастен към атентата, нито знае за него. И до днес не е ясно дали Морвел е действал сам, дали е бил нает от Гиз или от испанците. Изглежда най-вероятно, че опитът за убийство е част от плановете на католическата партия. Неговият неуспех довежда до последвалите трагични събития.
По това време заговорът на католиците вече е в ход. В науката се водят спорове дали последвалото клане е спонтанно или предварително обмислено. Вероятно заговорът има за цел убийството само на Колини, а след това излиза извън контрол и взема застрашителни размери. Във всеки случай е ясно, че освен Анри дьо Гиз – син на Франсоа дьо Гиз, който умира през 1563 г. – дейно участие в подготовката взема и кралицата-майка Катерина Медичи. Заговорниците обработват и младия крал и изтръгват от него съгласие за насилствения акт. Те му посочват факта, че Париж, който винаги и бил бастион на католицизма, е пълен с хугеноти. Уплашват го, твърдейки, че хугенотите сигурно замислят преврат, който трябва да се осуети. На следващия ден Катерина Медичи свиква съвет на правителството – показателно е, че от седем присъстващи министри четирима са италианци, доведени от нея, а само един е французин – и там се обсъждат подробностите.
Първият акт в нощта на Св. Вартоломей е именно убийството на Колини. Анри дьо Гиз събира голяма група съмишленици и от Лувъра стига до дома му. Нападателите проникват вътре, избиват прислугата, намушкват събудилия се адмирал със сабя и още жив го изхвърлят през прозореца. Там в присъствието на херцога тялото му е насечено на парчета, които са закачени на куки на различни места в града или хвърлени в Сена. Така загива един велик син на Франция.

### Продължение на убийствата в Париж
В това време камбаните на църквите бият, призовавайки всички католици да излязат от домовете си и да се включат в кървавото клане. В един миг целият насъбран гняв на парижани от възхода на хугенотската партия изригва. По улиците се разиграват драматични сцени, продължили три дни. Известни са имената на някои от жертвите: Крюсе (златар), Кьорвер (книжар), Пезу (касапин), всички убити пред вратите на къщите си. Според една широко тиражирана по-късно легенда кралят, разположен на балкона на двореца, обстрелва бягащите си поданици. Истината е, че той всъщност полага усилия да спре насилието, но не е лесно да се овладее импулса на омразата. Атаката е така изненадваща, че повечето хугеноти нямат никакъв шанс за спасение. Само една група в Латинския квартал, която е предупредена навреме, съумява да се измъкне. В тази група е Максимилиен дьо Сюли, бъдещ пръв министър на страната. Що се отнася до Анри Наварски и братовчед му, младият херцог дьо Конде, те са взети в плен в самия Лувър и оцеляват като по чудо, с намесата на краля. Трябва обаче да приемат католицизма – неизбежна жертва за спасението им.
Броят на убитите хугеноти не е известен и трудно може да се определи точно. Най-скромните оценки започват от 2000 нагоре, докато най-смелите достигат до 12 000 и повече. Повечето автори приемат цифрата 3000.

### Убийствата в провинцията
Шарл ІХ разпраща до своите провинциални управители спешна заповед да спрат разпространяването на насилието в земите си и да поддържат клаузите на договора от Сен Жермен, но новините за събитията в Париж я изпреварват. От август до октомври в дванадесет града се случват подобни, по-малки кланета – в Бордо, Лион, Орлеан, Тулуза, Бурж, Руан, Анже, Троа и други. Както установяват историците, това са градове с католическо мнозинство и със значителен брой хугеноти. На много места вместо кралската заповед се получава нареждане от херцог дьо Гиз или от херцог д'Анжу, бъдещият Анри ІІІ, за употреба на насилие. В град Нант кметът умишлено пренебрегва тези нареждания и предотвратява убийствата, докато се увери какво е мнението на Шарл.
Да се изчисли броят на убитите в провинцията е още по-трудно. Максималната приета цифра е 7000 души, но много авторитетни автори като Мак Холт твърдят, че са само 3000. Съвременните историци са изчислили, че само в Лион и Орлеан са убити повече от 1000 души, докато в Руан, Бордо и Тулуза са между 300 и 500. В по-малките градчета рядко надхвърлят 100.

## Реакции в Европа
Отношението на повечето католици в и извън Франция към събитията от август 1572 г. е положително, тъй като вярват, че така е предотвратен хугенотски преврат. Благосклонно е отношението и на папа Григорий ХІІІ, който заповядва да се отслужи благодарствена литургия. Хенри Уайт описва радостта във Вечния град така:
| „ | Когато вестта за клането достигна до Рим, ликуването сред духовенството бе безгранично. Кардиналът на Лотарингия награди вестителя с хиляда крони; оръдието на Свети Анджело даде радостен залп; а камбаните биеха от всеки църковен купол; огньове превърнаха нощта в ден. | “ |

Опиянени от успеха, извършителите на убийствата решават да изпратят на папата главата на Колини, но тя стига до Лион и не продължава по-нататък. Освен това той възлага на известния художник Джорджо Вазари да изрисува три стенописа в главната зала на ватиканския дворец, посветени на Вартоломеевата нощ. Според него това събитие се равнява по важност на прочутата битка при Лепанто, състояла се година по-рано и двете победи биват отслужени заедно.
Другият важен човек на епохата – испанският крал Филип ІІ – също приема случилото се с облекчение. Твърди се, че именно по този повод бил единственият случай, когато той се усмихнал. Неговият виден военачалник херцог Алба заявява, че в лицето на Колини Франция може и да е изгубила един велик мъж, но за Испания това означава край на голяма заплаха. Що се отнася до кралица Елизабет, с която е сключен съюзен договор, тя е шокирана и възмутена, но приема уверенията, че това няма да промени съюзните отношения. Естествено, реакцията на протестантските принцове в Нидерландия, Германия и владетелите в Скандинавия е крайно негативна. Настъпва тежка дипломатическа криза и риск Франция да изпадне в пълна изолация, предотвратен само от упоритите усилия на Катерина Медичи и нейните посланици.

## Последици и значение
„Вартоломеевата нощ е ключов вододел във Френските религиозни войни, пише Холт. Тя не само бележи пречупването и упадъка (макар и не пълното унищожение) на протестантското движение във Франция, но и началото на нова форма френско протестантство: открито враждебно на короната.“
Кралицата-майка вече не може да претендира, че е арбитър в конфликта – тя става заложник на католиците и открито минава на тяхна страна. Вижданията на хугенотите се променят. Оттогава те разбират, че няма възможност Франция да стане изцяло протестантска страна и насочват амбициите си само дотам да се установи толерантност между различните изповедания. Те виждат като свои противници „злите съветници“ на краля, а сега такъв е самият крал. Все повече популярност добиват идеите на Теодор дьо Безе и Филип дьо Морне за правото на всеки гражданин на справедлив бунт против владетеля, ако той е тиранин.
Хугенотите разбират, че са твърде слаби, за да се противопоставят на кралската армия и в последвалата война само се отбраняват. Същевременно те започват да изграждат своя зона на влияние в южна Франция, простряла се от Дофине до Ла Рошел с военни сили, съдилища, местен парламент. През 1575 г. към тях с отново сменена религия се връщат Анри Наварски и Конде, подкрепят ги и други врагове на Гиз, включително херцог д'Алансон, брат на краля. Партията на Политиците, за чийто авторитет клането е катастрофа, постепенно отново набира сила и идеите ѝ звучат все по-логично.
Вартоломеевата нощ слага край на периода на омиротворяване и предизвиква още шест религиозни войни, завършили с паритет – Анри Наварски става френски крал, но след като за втори път приема католицизма.

## В изкуството
Още през ХVІ в. английският драматург Кристофър Марлоу написва пиеса „Клането в Париж“ (The Massacre at Paris), която съдържа силно антикатолически и антифренски настроения. През 1772 г. Луи-Себастиан Мерсие заимства от пиесата на Марлоу и създава друга под името „Жан Анюе, епископ на Лизийо“ (Jean Hennuyer, évêque de Lisieux). Тя не е поставяна преди Френската революция, а тогава успех има и друга пиеса – „Шарл ІХ“ (Charles IX) от Жозеф Шение. Най-известната интерпретация на сюжета е направена през 1845 г. от Александър Дюма в романа „Кралица Марго“ (La Reine Margot), където той придава на трагичната сцена романтичен и приключенски оттенък. През 1954 г. по него е сниман и филм, нова версия на който се появява през 1994 г. с участието на Изабел Аджани.
Известни картини посветени на събитията:
- от Франсоа Дюбоа, рисувана в Швейцария между 1572 и 1584 г.
- фреските на Вазари във Ватикана, показващи убийството на Колини и речта на Шарл ІХ пред Парижкия парламент, с която обявява, че е предотвратен преврат.
- „Адмирал Колини се показва на убийците си“ (L'Amiral Coligny en impose à ses assassins) от Жозеф-Беноа Сюве (1787)
- „Един хугенот в деня на св. Вартоломей“ (A Huguenot, on St. Bartholomew's Day) от Джон Евърет Милейс (1852)
- „Една сутрин пред портите на Лувъра“ (Un matin devant la porte du Louvre), от Едуар Деба-Понсан (1880)